# Epidendrum subg. Amphiglottium
Epidendrum subg. Amphiglottium (Salisb.) Lindl. 1841 es un subgénero de tallos racemosos de Epidendrums,  que se distingue por una inflorescencia apical con el pedúnculo cubierto desde su base con estrechas vainas imbricadas y por un labelo que es adnado a la columna a su ápice.
Reichenbach publicó tres secciones de este subgénero:
- E. sect. Polycladia con inflorescencias verdaderamente paniculadas.
- E. sect. Holochila con inflorescencias racemosas  y un labelo indiviso.
- E. sect. Schistochila con inflorescencias racemosas  y un labelo lobado.